# Szépmező
Szépmező (románul Șona, németül Schönau, erdélyi szász nyelven Schienen) település Romániában, Erdélyben, Fehér megyében.

## Fekvése
Küküllővártól délnyugatra, a Kis-Küküllő balparti útja mellett, Zsidve és Kistövis között fekvő település.

## Története
Szépmező nevét 1313-ban Scepmezeu inta Kukullew néven említette először oklevél.
1322-ben Zepmezew, 1332-ben Scepmwzwv, 1492-ben Zaz Zep Mezew, 1525-ben p. Zepmezew néven írták.
Szépmező első ismert tulajdonosai Kelneki Chel fiai voltak, akik mint vásárolt birtokot Kán nemzetséghez tartozó László vajdának adták cserébe.
A birtokot azonban Károly Róbert király - hűtlenség miatt - elkobozta tőle és 1322-ben Talmácsi Miklósnak adományozta, aki azonban a birtokot testvérének Katalinnak és annak férjének Kácsik nemzetségbeli Mihály fia Péternek adta.
1324. augusztus 21-én Károly Róbert király itt oklevelet is adott ki.
1910-ben 1430 lakosából 21 magyar, 1074 német, 335 román volt. Ebből 336 görögkatolikus, 19 református, 1074 evangélikus volt.
A trianoni békeszerződés előtt Kis-Küküllő vármegye Hosszúaszói járásához tartozott. A második világháború után német lakosságát nagyarészt kitelepítetták, 2002-ben csak 27 német lakta.
Szépmező ma községközpont. Hat település: Alecuș, Biia, Doptău, Lunca Târnavei, Sânmiclăuș, Valea Sasului tartozik hozzá.

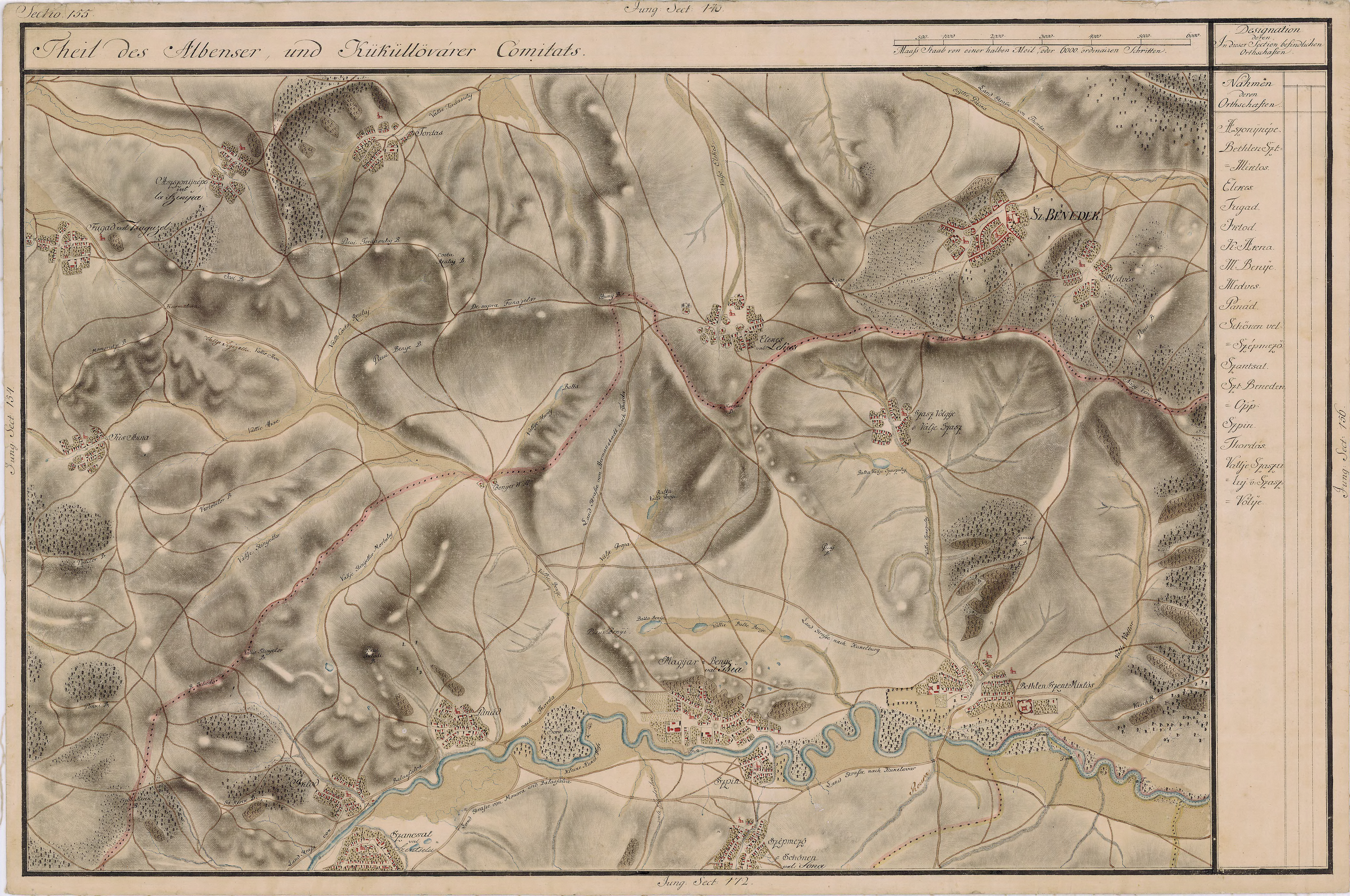
Szépmező egy régi térképen